# Balogh Gábor (író)
Balogh Gábor (Győr, 1963 –) magyar regényíró, novellista.

## Pályafutása
Iskoláit szülővárosában és Szombathelyen végezte. Soha nem az írásból élt, többféle foglalkozást űzött, volt hivatásos vadász, pénzügyőr, speditőr. Jelenleg pénzügyekkel foglalkozik.
Kezdeti írásai vadásztörténetek voltak, majd érdeklődése fokozatosan fordult a történelem és az emberi sorsok, élethelyzetek ábrázolása felé. Hősei többnyire kisemberek, akik a hatalom árnyékában keresik a boldogulást. 
Első novellája 1983-ban jelent meg a Nimród folyóiratban. Írásait közölte még a Magyar Vadászlap, a Magasles, a Pannon Tükör, a Sikoly, az Új Nautilus.
Első önálló kötete, az elbeszéléseket tartalmazó Véges vadászmezők 1993-ban jelent meg. Regénnyel először 2012-ben jelentkezett Vigyázzmenet címmel, melyben egy sorkatona szemével ábrázolta és figurázta ki a Kádár-rendszer Magyar Néphadseregét. 2016-ban írta első történelmi regényét Isztambuli Hadiút címmel, melyben egy keresztény és egy muzulmán ember útját ábrázolja a királyi Magyarországról a Török Birodalom szívéig, miközben a két főhős felfedezi és végül el is fogadja a másik világnézetét. Ezzel a könyvvel kezdődött a szerző együttműködése a szegedi Lazi könyvkiadóval. 
2017-ben újra vadászkönyvet írt Kisalföldi vadásznapló címmel, de itt a vadászat már csak ürügyként szolgál, hogy az író elmondja véleményét a világról. 2019-ben jelent meg A medve is ember című regénye, mely egy Nicolae Ceausescu ellen medvevadászaton elkövetett merénylet története. 2020-ban Varjú és arkangyal címmel újra a történelem felé fordult az író, az első magyar keresztes vitéz történetét mesélve el. Még ugyanebben az évben a Poket Kiadónál jelent meg eddigi legsikeresebb könyve, a Nevem Halil,  amiben egy pakisztáni árva migránsfiú sorsát meséli el egyes szám első személyben. Ezért a munkájáért Poket-díjat nyert.
Írásai többször megjelentek különböző antológiákban.
Galambos, az indián című novellájából forgatta 2015-ben Simonyi Balázs filmrendező az Indián című kisjátékfilmet.

## Művei
- Véges vadászmezők (novellák, Partium Irodalmi Társaság, 1993)
- Vigyázzmenet (regény, e-könyv, Kossuth Kiadó 2012)
- Az Isztambuli Hadiút (regény, Lazi Kiadó, 2016)
- Kisalföldi vadásznapló (Lazi Kiadó, 2017)
- A medve is ember (regény, Lazi Kiadó, 2019)
- Varjú és arkangyal (regény, Lazi Kiadó, 2020)
- Nevem Halil (kisregény, Poket Kiadó, 2020)